# Black to the Blind
Black to the Blind je treći studijski album poljskog thrash/death metal-sastava Vader objavljen 13. listopada 1997. godine.

## Pozadina
Black to the Blind snimljen je od srpnja do kolovoza 1997. u studiju Selani u Olsztynu. Producenti albuma su Andrzej "Andy" Bomba i Piotr "Peter" Wiwczarek. Masteriran ga je Julita Emanuiłow. Autor naslovnici je Jacek Wiśniewski. Godine 2012. objavljen je remasteriran verzija albuma s novom naslovnicom koja objavila diskografska kuća Witching Hour Productions. Album je nominiran za nagradu Fryderyk u kategoriji "Hard & Heavy albuma godina".

## Popis pjesama
Glazba: Piotr "Peter" Wiwczarek.
| 1.    | »Heading for Internal Darkness« | Paweł Frelik     | 3:46 |
| 2.    | »The Innermost Ambience«        | Paweł Wasilewski | 1:33 |
| 3.    | »Carnal«                        | Paweł Frelik     | 2:09 |
| 4.    | »Fractal Light«                 | Paweł Frelik     | 2:42 |
| 5.    | »True Names«                    | Paweł Frelik     | 3:37 |
| 6.    | »Beast Raping«                  | Paweł Wasilewski | 2:42 |
| 7.    | »Foetus God«                    | Paweł Wasilewski | 2:44 |
| 8.    | »The Red Passage«               | Paweł Wasilewski | 3:01 |
| 9.    | »Distant Dream«                 | Tomasz Krajewski | 2:26 |
| 10.   | »Black to the Blind«            | Paweł Wasilewski | 4:07 |
| 28:47 |                                 |                  |      |

| Bonus pjesma na japanskom izdanju | Bonus pjesma na japanskom izdanju | Bonus pjesma na japanskom izdanju | Bonus pjesma na japanskom izdanju | Bonus pjesma na japanskom izdanju | Bonus pjesma na japanskom izdanju | Bonus pjesma na japanskom izdanju | Bonus pjesma na japanskom izdanju | Bonus pjesma na japanskom izdanju | Bonus pjesma na japanskom izdanju |
| Br.                               | Skladba                           | Tekstopisac                       | Trajanje                          |                                   |                                   |                                   |                                   |                                   |                                   |
| --------------------------------- | --------------------------------- | --------------------------------- | --------------------------------- | --------------------------------- | --------------------------------- | --------------------------------- | --------------------------------- | --------------------------------- | --------------------------------- |
| 11.                               | »Anamnesis«                       | Paweł Wasilewski                  | 3:08                              |                                   |                                   |                                   |                                   |                                   |                                   |
| 31:55                             |                                   |                                   |                                   |                                   |                                   |                                   |                                   |                                   |                                   |

## Zasluge
| Vader - Peter - vokal, gitara, produkcija - Mauser - gitara - Shambo - bas-gitara - Doc - bubnjevi | Dodatni glazbenici - Cezar – vokal (na pjesmama 5., 6.) Ostalo osoblje - Michał Basich – fotografije - Jacek Wiśniewski – naslovnica, dizajn - Andy Bomba – inženjer zvuka, produkcija - Julita Emanuiłow – mastering |